# Zettagram
Zettagram är en SI-enhet som motsvarar 1021 gram, alltså en triljard gram. SI-symbolen för zettagram är Zg.
Namnet kommer från SI-prefixet zetta, som är lika med en triljard.